# Cryptandra longistaminea
Cryptandra longistaminea är en brakvedsväxtart som beskrevs av F. Müll.. Cryptandra longistaminea ingår i släktet Cryptandra och familjen brakvedsväxter. Inga underarter finns listade i Catalogue of Life.